# Rinorea comorensis
Rinorea comorensis Engl. – gatunek roślin z rodziny fiołkowatych (Violaceae). Występuje endemicznie na Komorach. 

## Morfologia
PokrójZimozielony krzew dorastający do 2 m wysokości.
LiścieBlaszka liściowa ma podługowato-lancetowaty lub podługowaty kształt. Mierzy 5,5–9,4 cm długości oraz 2,2–4 cm szerokości, jest niemal całobrzega lub ząbkowana na brzegu, ma tępą nasadę i ostry lub niemal spiczasty wierzchołek. Przylistki są równowąskie i osiągają 10–12 mm długości. Ogonek liściowy jest nagi i ma 10–15 mm długości.
KwiatyZebrane w gronach o długości 1–2 cm, wyrastają z kątów pędów. Mają działki kielicha o lancetowatym kształcie i dorastające do 1–3 mm długości. Płatki są podługowato-owalne, mają białą barwę oraz 5 mm długości.